# Bulqiza
Bulqiza város, egyúttal községközpont és alközség Albánia északkeleti részén, Peshkopia városától légvonalban 27, közúton 46 kilométerre délnyugati irányban, a Zall i Bulqizës völgyében. Dibra megyén belül Bulqiza község székhelye, Bulqiza alközség központja. Az alközség további települése Vajkal (Qytet i Ri). A 2011-es népszámlálás alapján az alközség népessége 8177 fő. A környék krómbányáinak köszönhetően a kommunizmus évtizedeiben létrejött, fiatal bányászváros.

## Fekvése
A település a Zall i Bulqizës (a. m. ’Bulqizai-kavicsos’) nevű pataknak a Dhoks- és a Balgjaj-hegység közé bevágódó völgyében, a Bulqiza-völgy (Lugina e Bulqizës) medenceszerűen kiszélesedő pontján fekszik, 740 méteres tengerszint feletti magasságban. Bulqiza a patak jobb partján terül el, a Dhoks-hegység beerdősült északnyugati lábánál, de az alközség területe a Zall i Bulqizës bal oldali völgyoldalára is kiterjed. A településtől északra fut a Mat völgyén át Milot, Burrel és Peshkopia között összeköttetést biztosító, SH6-os jelű főút, amelynek azonban egyes szakaszai a Bulqiza-völgyben telente nehezen vagy nem járhatóak.

## Története
A középkor korai szakaszában, a bizánci időkben a feltételezések szerint a mai Bulqiza helyén egy Valiosz (albán Val) nevű erődített település állt, amely a szláv betörések alkalmával megsemmisült. A fáma szerint ugyanitt, a mai Vajkal helyén zajlott le 1465-ben az albán fejedelem, Kasztrióta György egyik győztes csatája a törökök ellen. Az 1924-es júniusi forradalom elbukásakor, 1924. december 19-én ugyancsak a Bulqiza-völgyben került sor az egyik legnagyobb összecsapásra a Fan Nolit támogató kormánycsapatok és a hatalmát visszaszerző Ahmet Zogu fegyveresei között.
A második világháborút követően, 1948-ban bukkantak rá a Bulqiza közeli kromitlelőhelyekre, majd megnyitották az ország legjövedelmezőbb krómbányáit, egyúttal ércdúsító üzemet is telepítettek a bányaterületek mellett 1950-ben létrejött településre. A bányászok elhelyezését eleinte barakkszerű épületekben oldották meg, majd az 1950-es évek folyamán emeletes blokkházakból fokozatosan felépült Bulqiza, az 1970-es években pedig geológiai és bányaművelési technikum is nyílt a településen. Az állampárti időszakban internálótábor is működött Bulqizában. A Zalli i Bulqizës északi oldalán, a régi Vajkal helyén az 1980-as években épült fel az új városrész Qytet i Ri (’Újváros’) néven. Az 1991-es rendszerváltást követően a bányák nagy részét bezárták, és bár az azóta eltelt időszakban részlegesen ismét megindult az érckitermelés, a munkanélküliség még 2010-ben is 25%-os volt.

## Nevezetességei
Bulqiza a kommunizmus évtizedeiben született, blokkházakból álló bányászvároskák közé tartozik, azoknak is a legtipikusabb példája, amelyet a 20. században egyszerűen csak „a Bányászvárosként” (albán Qyteza e Minatorëve) emlegettek az országban.